# Mon

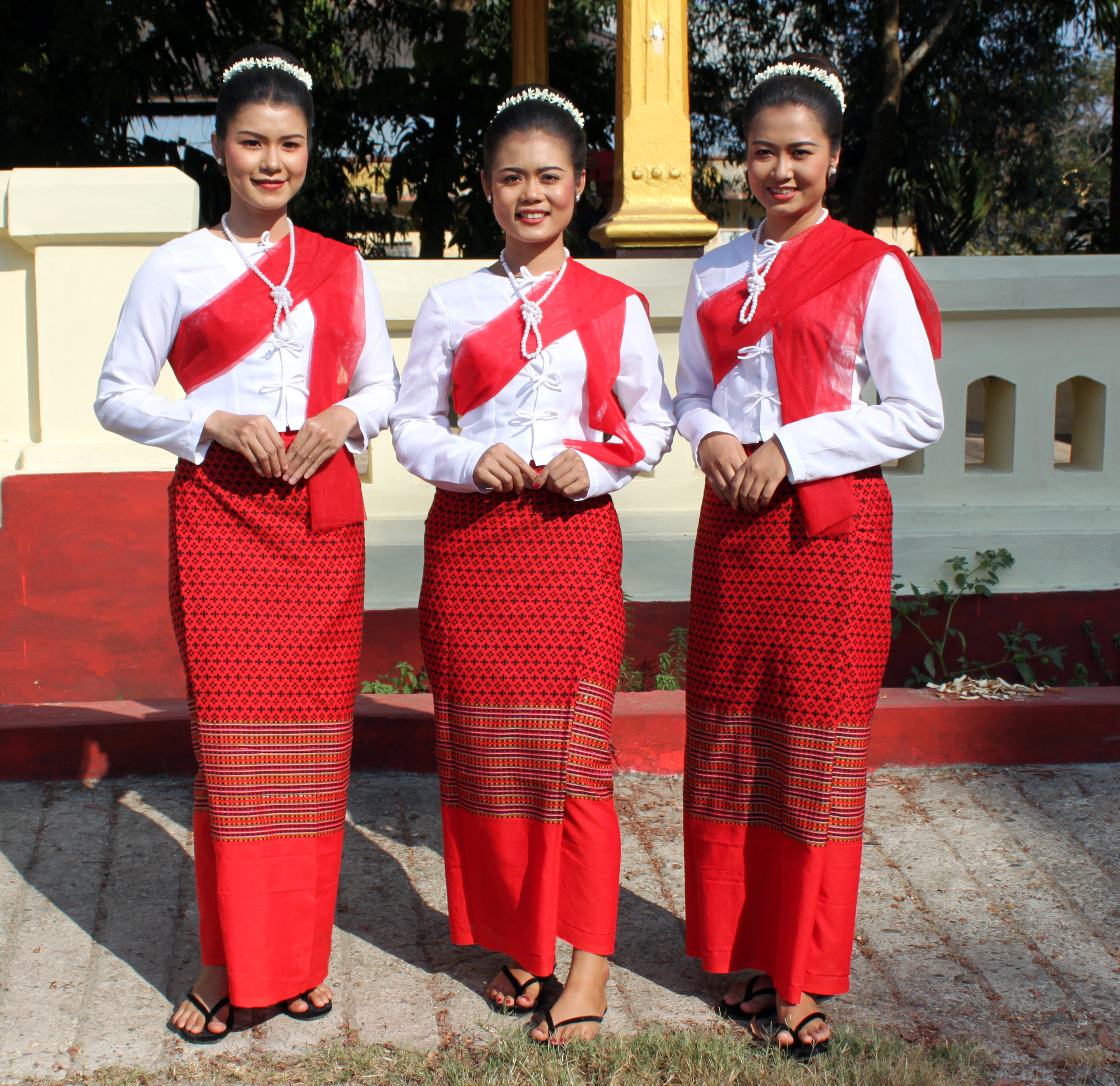
Frauen in Mon-Tracht in Mawlamyaing

Die Mon (auf Mon: မောန် oder မည်; Birmanisch: မွန်လူမျိုး, Aussprache: [mʊ̀ɴ lù mjó]; Thai: มอญ; Khmer: មន; auch bekannt als Talaing) sind ein Volk, das hauptsächlich im südöstlichen Myanmar im Mündungsgebiet des Sittang und des Saluen sowie im angrenzenden Gebiet von Thailand (Provinz Kanchanaburi und Großraum Bangkok) siedelt. Die Mon gehören zu den ältesten bekannten Völkern im Süden Birmas sowie Teilen Thailands (zentral und nördlich).
Die Sprache der Mon wird zur Mon-Khmer-Gruppe der austroasiatischen Sprachen gezählt.

## Frühe Geschichte

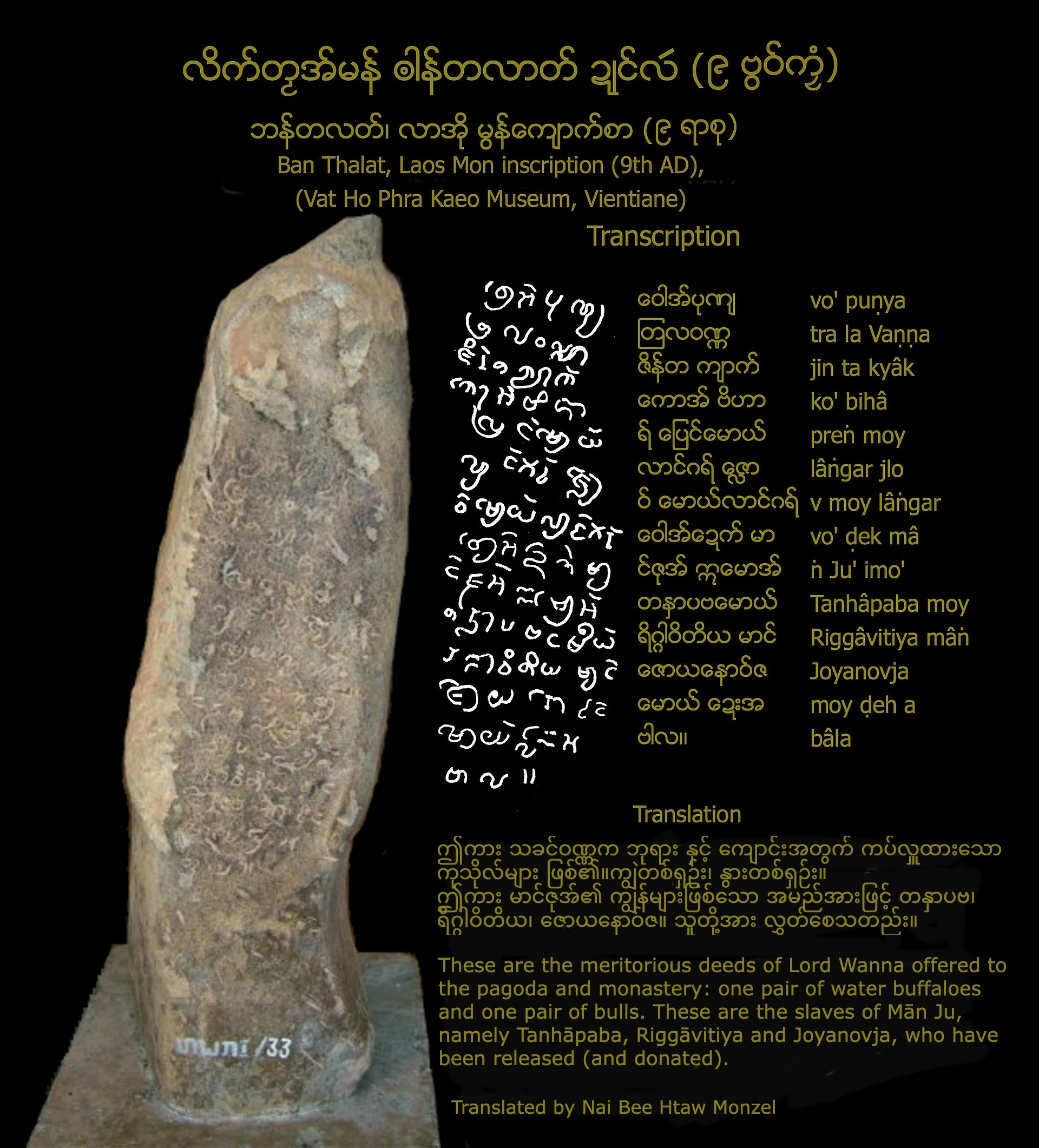
Mon-Inschrift von Ban Thalat (Laos) aus dem 9. Jahrhundert

Das bedeutendste politische Netzwerk der frühen Mon war Dvaravati, ein Bündnis von Stadtstaaten im Becken des Chao-Phraya-Flusses (heutiges Zentralthailand; 6./7. bis 10. Jahrhundert) mit einer stark von Indien beeinflussten Kultur. Auch das im heutigen Nordthailand gelegene Haripunjaya am Ping-Fluss war vermutlich von Mon besiedelt und stand mit Dvaravati in Verbindung. Ungefähr ab dem 9. Jahrhundert bestanden außerdem Stadtstaaten der Mon im späteren Unterbirma, namentlich in Thaton (zwischen den Mündungen der Flüsse Sittaung und Saluen) und Pegu. Diese Region wurde Ramannadesa genannt und auch von zeitgenössischen arabischen Geographen erwähnt. Chroniken erzählen noch weitaus früher zurückreichende Geschichten, diese sind aber vermutlich legendenhaft. Inwieweit die Stadtstaaten in Unterbirma von Dvaravati abhängig oder selbstständig waren, ist umstritten.
Die Mon haben aufgrund reger Handelsbeziehungen mit Indien schon früh den Buddhismus und Brahmanismus angenommen und verbreitet und auch sonst indische Traditionen in Kunst, Architektur und Politik übernommen. Sie fühlen sich geschichtlich als „Lehrer“ der Thai und Birmanen, da sie vor ihnen über eine Schriftsprache verfügten und sich sowohl die birmanische Schrift als auch die Lan-Na-Schrift des nordthailändischen Königreichs Lan Na aus der alten Mon-Schrift entwickelten, die wiederum von der südindischen Pallava-Schrift abstammt.
Ab dem 10. Jahrhundert dehnten die Khmer von Angkor ihren Herrschaftsbereich in das Siedlungsgebiet der Mon von Dvaravati aus. Der birmanische Herrscher Anawrahta eroberte 1057 Thaton und verleibte die Mon-Staaten Unterbirmas seinem Reich Bagan ein. Im 13. Jahrhundert breiteten sich Tai-Völker auf dem südostasiatischen Festland, auch in die Siedlungsgebiete der Mon, aus. Der Tai-Yuan-Fürst Mangrai eroberte 1292 Haripunjaya (das heutige Lamphun) und verleibte es seinem nordthailändischen Reich Lan Na ein. Danach wurden die Mon von den Thai assimiliert, wobei letztere die buddhistische Kultur der Mon übernahmen. Die spätere Kultur Thailands ist also aus einer Vermischung von Elementen der Kultur der Tai-Völker mit denen der Mon und Khmer hervorgegangen.
Unterdessen machten sich nach dem Zerfall des Bagan-Reichs im 13. Jahrhundert die Mon von Unterbirma wieder unabhängig. Sie gründeten ihr Reich Hongsawatoi mit Hauptstadt zunächst in Martaban (an der Mündung des Saluen) und ab 1369 in Pegu. Dieses war bis zu Beginn des 16. Jahrhunderts das dominierende Reich Unterbirmas und kontrollierte das Gebiet des Irrawaddy-Deltas. Aufgrund seiner Lage kam es durch den Überseehandel zu einigem Wohlstand. Der birmanische Herrscher von Taungu, Tabinshwehti, eroberte 1538 Pegu. Die Mon verloren folglich ihre Unabhängigkeit und wurden Untertanen des Zweiten Birmanischen Reichs unter der Taungu-Dynastie. Als dieses nach und nach zerfiel, machten sich die Mon in Unterbirma 1740 wieder unabhängig und errichteten das Reich Hongsawatoi wieder.
Am 18. Mai 1757 zerstörten schließlich die Truppen des neuen birmanischen Herrschers Alaungpaya aus der Konbaung-Dynastie die Hauptstadt Pegu und töteten Zehntausende Männer, Frauen und Kinder; auch mehr als 3000 Mon-Mönche wurden dabei getötet. Die überlebenden Priester flohen nach Thailand oder in den Süden nach Tenasserim. Ihre Klöster wurden durch birmanische Mönche übernommen. In der Folge zerstörten die Birmanen die Reste der Mon-Kultur so vollständig, dass nur noch wenige Überbleibsel von der einst reichen Geschichte zeugen, so auch die Literatur der Mon, die traditionell auf getrockneten Palmblättern geschrieben worden war.

## Neuere Geschichte und Gegenwart

Flagge des Mon-Staats. Das Symbol der Mon in Myanmar ist ein goldener haṃsa, ein Vogel der indischen Mythologie, der einer Gans oder einem Schwan ähnelt.

Das Siedlungsgebiet der Mon in Unterbirma wurde nach dem Zweiten Anglo-Birmanischen Krieg 1853 von der Britischen Ostindien-Kompanie annektiert. In der Kolonialzeit wurden die Spannungen zwischen den Bevölkerungsgruppen unterdrückt. Erst nach der Unabhängigkeit Birmas 1948 setzte die alte Repressionspolitik gegenüber den Mon und den anderen Völkern Birmas wieder ein. Seit den 1990er-Jahren war die Politik der Militärregierung gegenüber den Mon weniger strikt und sie versuchte diese zum Teil für sich zu vereinnahmen, um sich auf die Bekämpfung der aufständischen Karen und Shan sowie der Rohingya zu konzentrieren.
Die 1958 gegründete New Mon State Party (NMSP) und ihr bewaffneter Arm Mon National Liberation Army (MNLA) kämpften gegen die birmanische Zentralregierung. 1995 und 2012 wurden jeweils Waffenstillstandsabkommen geschlossen, zudem trat die NMSP 2018 dem Nationalen Waffenstillstandsabkommen von 2015 bei.

Lage des Mon-Staats in Myanmar

Der Hauptsiedlungsgebiet der Mon ist der Mon-Staat, eine der vierzehn Verwaltungseinheiten Birmas, mit der Hauptstadt Mawlamyaing. Er entstand im Jahre 1974 durch Abspaltung des nördlichen Teils von der Tenasserim-Division. Die Mon in Myanmar bestreiten ihr Leben meist als Reisbauern und Tierzüchter (Rind, Büffel, Schwein) sowie als Fischer.
Bei der Volkszählung in Birma 1983 wurden ca. 827.000 ethnische Mon erfasst (2,4 Prozent der Gesamtbevölkerung). Die von der Militärregierung durchgeführte Erhebung gilt jedoch als nur bedingt zuverlässig. Zudem kam es nach der blutigen Niederschlagung des Volksaufstands von 1988 (8888 Uprising) zu einer großen Auswanderungswelle, vor allem von Angehörigen der ethnischen Minderheiten. Das CIA World Factbook schätzt den Anteil der Mon in Myanmar auf 2 Prozent, was einer Bevölkerungsgröße von rund 1,1 Millionen entspricht.
In Siam assimilierten sich die allermeisten Mon in die Thai-Mehrheitsgesellschaft. Der Vater von König Rama I., dem Begründer der bis heute herrschenden Chakri-Dynastie, war ein Mon, ebenso der Vater seiner Gemahlin Amarindra. König Mongkut (Rama IV.), der vor seiner Krönung buddhistischer Mönch war, bemaß dem Buddhismus der Mon ein hohes Prestige bei. Ende des 19. Jahrhunderts waren die Mon als eigenständige Volksgruppe in Siam fast verschwunden. Lediglich im Westen des Landes gab es noch eine Minderheit von mehreren tausend Mon, die aus Birma geflohen waren. Da die meisten Mon zweisprachig waren und die Differenzierung zwischen Mon und Thai keine politische Rolle spielte, setzte sich die Assimilation weiter fort. Heute gibt es nur noch einzelne Siedlungen, in denen die Mon ihre ethnische Identität und eigene Traditionen bewahrt haben. Dazu gehören die Flussinsel Ko Kret nördlich von Bangkok, Phra Pradaeng südlich von Bangkok und Ban Pong in der Provinz Ratchaburi. Der Ethnologe Charles F. Keyes schätzte 1996 die Zahl der Mon in Thailand auf unter 60.000, was weniger als 0,1 Prozent der Gesamtbevölkerung entsprach.